# Ложане
Ложане (алб. Llozhan) је насељено место у општини Пећ, на Косову и Метохији. Према попису становништва из 2011. у насељу је живело 597 становника.

## Становништво
Према попису из 2011. године, Ложане имају следећи етнички састав становништва:
| Националност | 2011.        |
| Албанци      | 544 (91,12%) |
| Египћани     | 41 (6,86%)   |
| Бошњаци      | 11 (1,84%)   |
| неизјашњени  | 1 (0,18%)    |
| Укупно       | 597          |

| Демографија | Демографија | Демографија |
| Година      | Становника  | Становника  |
| ----------- | ----------- | ----------- |
| 1948.       | 294         |             |
| 1953.       | 306         |             |
| 1961.       | 399         |             |
| 1971.       | 541         |             |
| 1981.       | 664         |             |
| 1991.       | 677         |             |
| 2011.       | 597         |             |